# Sommet de l'Espinouse
Le sommet de l'Espinouse est un sommet montagneux situé dans le Massif central. Il s'élève à 1 124 mètres d'altitude au sein du massif de Caroux-Espinouse. Il se trouve dans la commune de Castanet-le-Haut.